# TBCニューストゥデイ
『tbcニューストゥデイ』（ティービーシーニューストゥデイ）は、tbcラジオ（東北放送）で平日の夕方に放送されている報道番組である。現在の放送時間は月曜 - 木曜は17:47 - 17:53（6分）、金曜は17:25 - 17:30（5分）。

## 概要
一日の宮城県内ニュースを総括（各曜日担当のニュースデスクアナが9:55のニュースからこの時間までを日替わりで担当）する。全国のニュースは17:30からの『ネットワークトゥデイ』（JRN／TBSラジオ）。なおこの番組は、tbcラジオでは放送されていないNRNの全国ニュース番組『ニュース・パレード』の企画ネット番組扱いで、17:00からの『TBCニュース（河北新報ニュース）』共々、同番組の協賛スポンサーのコマーシャルを放送している。

## 歴史
- 1991年4月 - 春の番組改編により『河北TBCニューストゥデイ』（かほくティービーシーニューストゥデイ）として番組スタート（当時の放送時間は18:00 - 18:10）。
- 1994年10月 - 秋の番組改編により『ラジオイブニングスペース』（18:00 - 18:20）に内包される。交通情報や「杜の都でファミリークイズ」（ナイターシーズンは「杜の都でプロ野球クイズ」というタイトルで）のコーナーを持つワイド番組。
- 1999年4月 - 春の番組改編により単独番組に戻る（18:00 - 18:10）。
- 2000年10月 - 秋の番組改編により時間拡大（18:00 - 18:15）。
- 2005年4月 - 楽天イーグルス戦実況中継を行うようになったため、17時台に移動（17:00 - 17:10）。
- 2006年
  - 4月 - タイトルを『TBCニューストゥデイ』に変更（『河北新報ニュース』を17:55 - 18:00に放送）。
  - 5月 - 番組内の天気予報が私立TBC気象台による独自予報に切り替わる。
  - 10月 - 放送時間を17:50 - 18:00に移動（『河北新報ニュース』と枠交換）。
- 2008年4月 - 放送時間を変更、2分短縮となる（17:49 - 17:57）。
- 2016年4月 - 『スポ天!』（TBCの気象予報士による天気予報を兼ねた情報番組、17:49 - 17:57）を開始するため、現在の放送時間に変更[要検証 – ノート]、さらに短縮し5分番組（17:25 - 17:30）となる。
- 2017年10月 - 放送時間はそのまま、夕方のワイド番組『NEW NEWS』（16:00 - 18:00）に内包される。
- 2020年10月 - 放送時間はそのまま、夕方のワイド番組変更により『シロクジTUNE』（16:00 - 18:00）の内包番組になる。
- 2022年
  - 3月 - 放送時間はそのまま、月曜 - 木曜の『プレスポ』（17:14 - 17:59）の内包番組となる。金曜はそのまま。
  - 9月 - 月曜 - 木曜の『プレスポ』の終了により放送時間が17:48 - 18:00に変更で、5年ぶりに単独番組となる。金曜はそのまま。
- 2023年
  - 4月 - 月曜は『Sofa×Music』（17:14 - 17:59）、火曜 - 木曜の『プレスポ』（17:14 - 17:59）の内包番組となる。放送時間が再び17:25 - 17:30に変更。
  - 10月 - 月曜 - 木曜は『tbc Today』（16:55 - 18:15）の内包番組となり、17:47 - 17:53に変更。

## 担当アナウンサー
月曜 - 木曜は『tbc Today』担当アナ。金曜はニュースデスク担当アナが担当（2023年12月現在）。いずれもtbcアナウンサーが担当。